# Eberstein, Sankt Veit an der Glan
Eberstein (tiếng Slovenia: Svinec) là một đô thị thuộc huyện Sankt Veit an der Glan trong bang Kärnten trong nước Áo. Đô thị Eberstein, Sankt Veit an der Glan có diện tích 65,2 km², dân số thời điểm năm 2005 là 1535 người.